# Kungliga Tekniska högskolan
Kungliga Tekniska högskolan (KTH) ("koninklijke technische hogeschool"; Engels: Royal Institute of Technology) is een technische universiteit in Stockholm, de hoofdstad van Zweden. De universiteit werd in 1827 opgericht. Ook de bibliotheek (KTHB) werd in 1827 gesticht.

## Datacenter
Op de campus van KTH staat een datacenter, het Center for High Performance Computing (PDC). De diensten worden zowel gebruikt door onderzoeksgroepen aan de universiteit als door externe partijen.

## Bekende alumni en medewerkers
Hieronder een lijst van bekende mensen die aan de universiteit KTH gestudeerd (alumni), of gewerkt hebben;
- Salomon August Andrée, ballonvaarder en ontdekkingsreiziger
- Gustaf Larson, medeoprichter van Volvo
- Ernst Alexanderson, uitvinder
- Joe Armstrong, maker van de Erlang programmeertaal
- Kurt Atterberg, componist
- Peter Arvai, CEO en medeoprichter van Prezi
- Umut Aydin, handelaar
- Karl-Birger Blomdahl, componist
- Samir Brikho, chief executive van AMEC
- Georg Theodor Chiewitz, architect en stedenbouwkundige
- Mengmeng Du, director marketing operations bij Spotify en board director bij CDON
- Magnus Egerstedt, professor op Georgia Institute of Technology
- Daniel Ek, ondernemer en een technicus die de music streaming service begon bij Spotify
- Börje Ekholm, chief executive van Investor
- Carl Daniel Ekman, pioneer in de productie van houtpulp voor papier
- Erik Engstrom, chief executive van Reed Elsevier
- Knut Frænkel, noordpoolreiziger
- Christer Fuglesang, astronaut, eerste Zweed in de ruimte
- Kurt Hellström, voormalig CEO van Ericsson
- Ivar Kreuger, industrieel
- Peter Lindgren, voormalig gitarist van Opeth
- Alexander Ljung, ondernemer en oprichter van music streaming service SoundCloud
- Dolph Lundgren, acteur
- Carl Munters, uitvinder
- Seif Haridi, professor bij KTH, mede-uitvinder van het Mozart Programming System, hoofd wetenschapper bij SICS
- Ivar Jacobson, uitvinder van UML
- Helge Palmcrantz, uitvinder
- Parag Pruthi, (PhD bij KTH) CEO van NIKSUN, Inc.
- Mernosh Saatchi, oprichter van Humblestorm en Ondernemer van het jaar 2009 in Zweden
- Tinga Seisay, diplomaat
- Max Tegmark, professor kosmologie bij Massachusetts Institute of Technology
- Baltzar von Platen, uitvinder
- Eric Wahlforss, ondernemer en oprichter van music streaming service SoundCloud
- Gunnar Widforss, Zweeds-Amerikaans artiest
- Karl Johan Åström, control engineer